# Boukadir
 (mai 2020).
 (avril 2024).
Si vous disposez d'ouvrages ou d'articles de référence ou si vous connaissez des sites web de qualité traitant du thème abordé ici, merci de compléter l'article en donnant les références utiles à sa vérifiabilité et en les liant à la section « Notes et références ».
Boukadir (anciennement Charon pendant la colonisation française), est une commune de la wilaya de Chlef en Algérie, située à 20 km à l'ouest de Chlef sur la route d'Oran.

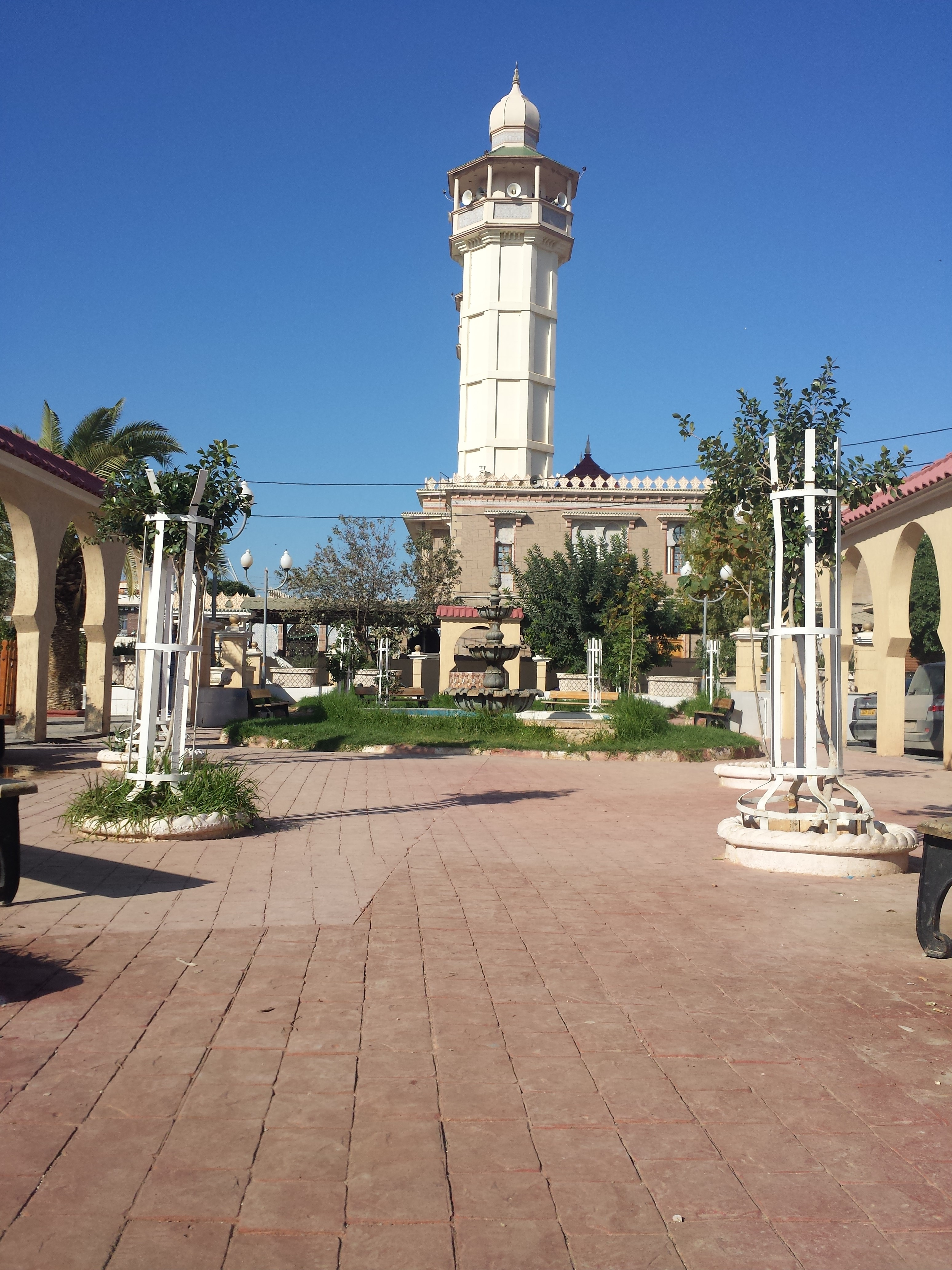
Mosquée de Boukadir

## Géographie

### Localisation
La commune de Boukadir est située dans la plaine de l’ouest de Chlef, le siège de l’État. Selon le recensement général de 2008, la ville compte 51 340 habitants.

### Relief, géologie, hydrographie
Dans la commune de Boukadir, les températures hivernales se situent aux alentours de 10 °C et peuvent atteindre 50 °C en été. La forêt occupe environ 1 200 hectares du territoire.

### Transports
La commune est traversée par la Route Nationale 4 qui croise l'Autoroute Est-Ouest au sud de la ville. Elle relie Boufarik à Oran d'Est en Ouest.
Boukadir possède une Gare dans le centre-ville sur la ligne ligne d'Alger à Oran.
La commune dispose d'une gare routière comprenant des taxis et des minibus à destination des villes avoisinantes.
Elle est distante de 35,5 km de l'Aéroport international de Chlef par l'autoroute.

## Administration municipale
La municipalité gère un réseau routier d'environ 220 km dont 15 km de route nationale et 17 km de route provinciale dans le passage de l’autoroute Est-Ouest sur son territoire d'environ 17 km. On peut y trouver des banques, un centre Sonelgaz et des institutions gouvernementales. Il y a aussi des écoles, un centre de formation et une maison de jeunes. Elle comprend une salle de sport ainsi que des stades et aires de jeu pour enfants. En ce qui concerne la sécurité de la commune, il y a un poste de police avec une unité d’intervention rapide, la gendarmerie nationale, une unité de protection civile et une cour de justice.

## Économie
L'économie locale s'articule essentiellement autour des activités agricoles et commerciales. Les ressources de la commune viennent des dotations de l'État algérien et des locations diverses.

## Toponymie
Le village prit le nom de : « Boukadir », toponyme à la signification diversement interprétée :
Il serait, selon certains chercheurs, la transcription altérée par l’usage populaire de l’anthroponymie arabe [Abd al Qàder]. En effet, le nom a perdu le déterminatif [abd], laissant le second composant sous forme de nom simples « Abd al qàdar » qui signifie : « adorateur du Tout Puissant » est devenu : Qader, Qadir ou Kader et Kadir associé plus tard à l’attributif Bou ; devient : [Bou-kader] nom attribué à un ancien oued qui traversait autrefois le village avant que l’on dévie actuellement par un canal souterrain et dont le bassin se situe au pied du mausolée marabout Sidi Abdel Kader, donc [Oued Bou-kader] et probablement le même oued qu’on dénomme aujourd’hui (Oued khantéch).
Une autre version, bien qu’elle soit différente, converge certainement avec la première vers le même trait géographique de la ville que le toponyme est à l’origine : Bou-ghedir, nom du cours d’eau saisonnier qui arrose jadis le village. Bou : attributif, Ghedir veut dire boue. Ce lui signifie donc : [aux eaux boueuses]. El Ghadir signifie aussi [l’étang] qui serait plus probable en référence à un puits naturel, dit le trou du diable, communément appelé (Bir djennab) situé à 6 km au Sud de la ville.

## Histoire

### Antiquité
La localité Boukadir est l'ancienne cité antique romaine de Vagal dont les vestiges sont toujours visibles.
Le village de Boukadir est occupé par des Berbères. Les grottes et les sépultures de différentes dimensions montrent bel et bien une présence néolithique, l’une d’elles analogue à celle de Retaimia près de Oued Rhiou. Durant l'Antiquité, au cours des guerres puniques en 219 av. J-C, la région entière devint une terre de passage ou se mêlent les influences des grands royaumes berbères. Les premiers occupants des lieux étaient ralliés aux Massæsyles, subissant de temps à autre les incursions des Massyles⁣, et ce, jusqu’à l’unification de la Numidie par le grand agellid Massinissa en 202 av. J-C.
Beaucoup plus tard, la région fut occupée par les Romains, qui y fondèrent une colonie militaire sous le nom de « Vagal », à partir de 40 après J.C, date marquant la division de l’Afrique du Nord en deux régions administratives, le territoire de Vagal devint frontière au limes qui défendait la Maurétanie césarienne auquel appartenaient des royaumes berbères du sud encore dissidents. Aujourd’hui des ruines sont visibles à la place de Bokat-el-Aouana près de Bou-kaabane, Sidi Ben Thiour à 5 km au nord de Boukadir

### Conquête arabe
Durant les conquêtes arabes, la région fut investie entre 675 et 682 après J-C. (53-62 de l’hégire) sous le commandement du chef militaire : Abou El Mouhajir Dinar. La région fut successivement sous la souveraineté des différentes dynasties : Omeyyades, Rostémides, Almohades et enfin Zianides après l’effondrement du dernier royaume musulman de Grenade, en Espagne en 1492.

### Colonisation française
Au temps de la résistance de l’émir Abdelkader, vers 1843, la région fut le théâtre de dures batailles entre l’armée française et les tribus de la région. Quatre ans plus tard, les deux grandes tribus arabes, Sbéah et Flitta optent pour un fort soutien au profit de l’émir Abdelkader contre les troupes de l’occupation. Quand la région fut soumise, les autorités coloniales en 1875, une commune fut instituée sous le nom de « Oued Bou-kader » englobant les territoires des douars : Zeboudjt-el-ouast et Taflout formant ainsi l’ancienne tribu des Sbéah du sud à 22 km à l’Ouest d’Orléansville (Chlef). En 1896, la localité est rebaptisée Charon en mémoire du général Viala Charon Gouverneur Général de l’Algérie : (1848/1850).

### Guerre d'Algérie
Durant la guerre d'Algérie, au cours des années 1956 et 1958, les combats faisaient rage dans la région, les moudjahidines algériens du FLN avaient infesté le massif montagneux de Karoun et plusieurs accrochages ont lieu avec l'armée française. De ces combats, on dénombre dans la région plus de 629 victimes — moudjahidines et civils algériens.

### Époque de l'Algérie indépendante
Après l’indépendance, le village prit le nom de : « Boukadir », toponyme à la signification diversement interprétée.

#### Séisme du 10 octobre 1980
Un tremblement de terre de forte intensité secoue la région le 10 octobre 1980, faisant beaucoup de victimes et causant de nombreux dommages dans les infrastructures.